# Lycium rachidocladum
Lycium rachidocladum là loài thực vật có hoa trong họ Cà. Loài này được Dunal mô tả khoa học đầu tiên.